# Samjiyon
Samjiyon (Hán Việt: Tam Trì Uyên, nghĩa là ba hồ sâu) là một thành phố của tỉnh Ryanggang tại Cộng hòa Dân chủ Nhân dân Triều Tiên.

## Lịch sử
Tên của thành phố có nguồn gốc từ ba hồ trong thành phố. Samjiyon nằm gần núi Trường Bạch (Paektu, Bạch Đầu), và nếu đi máy bay đến thành phố sẽ nhìn thấy ngọn núi ở trên không.
Sân bay Samjiyon phục vụ cho Không quân Nhân dân Triều Tiên và hãng hàng không quốc gia Air Koryo hoạt động theo lịch trình và thuê bao dịch vụ. Năm 2005, sân bay được đóng cửa để nâng cấp, và một phần kinh phí là của tập đoàn Hyundai.
- Air Koryo: Bình Nhưỡng, Wonsan và Chongjin.

Samjiyŏn có một khu nghỉ dưỡng và là điểm đến của cả hai nhà lãnh đạo nước Triều Tiên là Kim Nhật Thành và Kim Chính Nhật đều cho xây các khu nhà phức hợp tại đây, chỉ có thể tiếp cận cung điện này bằng một tuyến tàu hết sức đặc biệt.
Năm 2008, dân số toàn thành phố Tam Trì Uyên là 31.471 người (14.738 nam và 16.733 nữ), trong đó, dân cư đô thị là 25.558 người (81,2%) còn dân cư nông thôn là 5.913 người (19,8%).